# شعوب البحر
شعوب البحر هي اتحاد بحري افتراضي هاجم مصر القديمة ومناطقاً أخرى في شرق البحر الأبيض المتوسط قبل وأثناء انهيار العصر البرونزي المتأخر (1200-900 ق.م). بعد ظهور هذا اللقب أو المفهوم في القرن 19، أصبحت غارات شعوب البحر واحدة من أشهر فصول التاريخ المصري، نظرًا لارتباطها -على حد تعبير ويلهلم ماكس مولر- «بأهم مسائل وصف الأعراق البشرية والتاريخ البدائي للأمم القديمة».
أصول شعوب البحر غير مؤكدة. وجرى تقديم مقترح بأن تلك الشعوب نشأت من عدة أماكن مختلفة، مثل غرب آسيا الصغرى وبحر إيجة وجزر البحر الأبيض المتوسط وجنوب أوروبا. على الرغم من أن النقوش الأثرية لم تذكر إشارة إلى أي هجرة، إلا أنه يُعتقد أن شعوب البحر قد أبحروا حول شرق البحر الأبيض المتوسط وهاجموا الأناضول وسوريا وفينيقيا وكنعان وقبرص ومصر في نهاية العصر البرونزي.
استخدم عالم المصريات الفرنسي إيمانويل دي روجيه لأول مرة مصطلح «peuples de la Mer» (وتعني: شعوب البحر) في سنة 1855 لوصف النقوش على الصرح الثاني في مدينة هابو، وتوثيق السنة الثامنة من رمسيس الثالث. وفي أواخر القرن 19، عمم جاستون ماسبيرو خليفة دي روجيه في كوليج دو فرانس مصطلح «شعوب البحر» ونظرية الهجرة المرتبطة بها. ولكن مع بداية عقد 1990 شكك عدد من العلماء في نظرية الهجرة الخاصة.
تظل شعوب البحر مجهولة الهوية في نظر معظم العلماء المعاصرين، والفرضيات المتعلقة بأصل المجموعات المختلفة هي مصدر الكثير من التكهنات. تشير النظريات الموجودة بشكل مختلف إلى أنهم كانوا من عدة قبائل إيجية أو غزاة من أوروبا الوسطى أو جنود متناثرين تحولوا إلى القرصنة أو أصبحوا لاجئين أو مهاجرين مرتبطين بالكوارث الطبيعية مثل الزلازل أو التحولات المناخية.

## تاريخ المصطلح
كان إيمانويل دي روجيه وهو أمين متحف اللوفر أول من أطلق مفهوم شعوب البحر سنة 1855، وفي عمله لاحظ حول بعض النصوص الهيروغليفية التي نشرها مؤخرًا جون بيسلي غريني، التي تصف معارك رمسيس الثالث الموصوفة في الصرح الثاني في مدينة هابو، وكذلك إلى صور حديثة للمعبد لغريني. وأشار دي روجيه إلى أنه «في شارات الشعوب التي تم فتحها، تحمل كل من شردان وتريش تسمية شعوب البحر»، في إشارة إلى السجناء الذين تم تصويرهم عند قاعدة البوابة الشرقية المحصنة. وفي سنة 1867 نشر دي روجيه مقتطفات من أطروحته حول الهجمات الموجهة ضد مصر من قبل شعوب البحر الأبيض المتوسط في القرن 14 ق.م، والتي ركزت بشكل أساسي على معارك رمسيس الثاني ومرنبتاح واقترحت ترجمات للعديد من الأسماء الجغرافية. المدرجة في النقوش الهيروغليفية. أصبح دي روجيه فيما بعد رئيسًا لعلم المصريات في كوليج دو فرانس ثم أتى غاستون ماسبيرو من بعده. اعتمد ماسبيرو على أعمال دي روجيه ونشر كتابه «نضال الأمم»، حيث وصف نظرية الهجرات المنقولة بحراً بالتفصيل في 1895-1896 لجمهور أوسع، في وقت كانت فيه فكرة هجرات الشعوب كانت مألوفة لعامة الناس.
تبنى نظرية الهجرة علماء آخرون مثل إدوارد ماير وأصبحت النظرية مقبولة عمومًا بين علماء المصريات والمستشرقين. وفي بداية عقد 1990 أصبحت الهجرة موضع تشكيك من قبل عدد من العلماء.
ينبع السرد التاريخي بشكل أساسي من سبعة مصادر مصرية قديمة وعلى الرغم من أن تسمية «البحر» في هذه النقوش لا تظهر فيما يتعلق بكل تلك الشعوب، مصطلح «شعوب البحر» شائع تستخدم في المنشورات الحديثة للإشارة إلى الشعوب التسعة التالية وبالترتيب الأبجدي:
| 01 | دين ين | دينيو  | من جزر البحر                               | 1872       | تشاباس                                    | (داناوي) إغريق       | سبط دان، داونيان، دوريون، أرض دانونا بالقرب من أوغاريت، شعب أضنة في قيليقية                                                  |
| 02 | عقويش  | عقويش  | من دول البحر                               | 1867       | دي روجيه                                  | (أخيون) اليونانية    | |
| 03 | لوكا   | ركو    |                                            | 1867       | دي روجيه                                  | الليقيون من ليقيا    | |
| 04 | بيليست | بروست  |                                            | 1846 1872  | وليام أوزبورن جونيور وإدوارد هينكس تشاباس | بلاسجيون فلستيون     | باريشتا/آسوا في غرب الأناضول. باليستن في جنوب الأناضول وشمال سوريا.                                                          |
| 05 | شيكلش  | شكريشي | "من دول البحر" (مختلف عليه)                | 1867       | دي روجيه                                  | سيكوليون             | الكيكلاديون[استشهاد منقوص البيانات] ساغالاسوس صخاريا (صقاريا)                                                                |
| 06 | شردان  | شردن   | "من جزر البحر" "من دول البحر" (مختلف عليه) | 1867       | دي روجيه                                  | سردينيون (النوراجية) | سارديس سبورادس |
| 07 | تريش   | تورشي  | "من جزر البحر"                             | 1867       | دي روجيه                                  | تيرهينيون            | طروادة (ترواد) قبيلة تيراس طرشيش جبال طوروس                                                                                  |
| 08 | تيكر   | تيكر   |                                            | 1867, 1872 | لاوث، تشاباس                              | توكريانيين           | زاكرو، كريت إيتو كريتيين تراقيا سيكاليون من جنوب فينيقيا سيكوليون                                                            |
| 09 | وشيش   | وشيش   | "من جزر البحر"                             | 1872       | تشاباس                                    | يونانيون (أخيون)     | آسوا/وارشيا من غرب الأناضول. واكسيوي كريت أسلاف الأسكان سبط أشير الإسرائيلية. واسوس اعتبرها آخرون أنها لاتزال مجهولة الهوية. |

## السجلات الوثائقية الأساسية
تظل نقوش مدينة هابو التي تم من خلالها وصف مفهوم شعوب البحر المصدر الأساسي والأساس لجميع المناقشات المهمة تقريبًا حولهم".
تشير ثلاث روايات منفصلة من السجلات المصرية إلى أن أكثر من واحدة من الشعوب التسعة وجدت في ستة مصادر. المصدر السابع والأحدث الذي يشير إلى أكثر من واحد من الشعوب التسعة هو قائمة (Onomasticon) ل 610 كيان، بدلا من سردها. تم تلخيص تلك المصادر في الجدول أدناه.
| تاريخ          | سرد              | المصدر            | أسماء الشعوب                                         | الاتصال بالبحر                                       |
| -------------- | ---------------- | ----------------- | ---------------------------------------------------- | ---------------------------------------------------- |
| حوالي 1210 ق.م | سرد رمسيس الثاني | نقوش قادش         | كركيشا - لوكا - شردان                                | لا شيء                                               |
| حوالي 1200 ق.م | سرد مرنبتاح      | نقش الكرنك العظيم | عقويش - لوكا - شيكلش - شردان - تيريش                 | عقويش (من دول البحر), ربما أيضا شردان وشكلش          |
| حوالي 1200 ق.م | سرد مرنبتاح      | لوحة أتريب        | عقويش - شيكلش - شردان - تيريش                        | عقويش (من دول البحر)                                 |
| حوالي 1150 ق.م | سرد رمسيس الثالث | مدينة هابو        | دينين - بيليسيت - شيكلش - شردان - تيريش - تجكير - وش | دينين (في جزرهم)، تيريش (من البحر)، شردان (من البحر) |
| حوالي 1150 ق.م | سرد رمسيس الثالث | بردية هاريس الأول | دينين، بيليسيت، شردان، تجكير، وشيش،                  | دينين (في جزرهم)، وشيش (من البحر)                    |
| حوالي 1150 ق.م | سرد رمسيس الثالث | لوحة بلاغي        | بيليسيت، تيريش                                       | لا شيء                                               |
| حوالي 1100 ق.م | قائمة (لا سرد)   | علم مفردات أمينوب | دينين، لوكا، بيليسيت، شردان، تجكير،                  | لا شيء                                               |

### سرد رمسيس الثاني

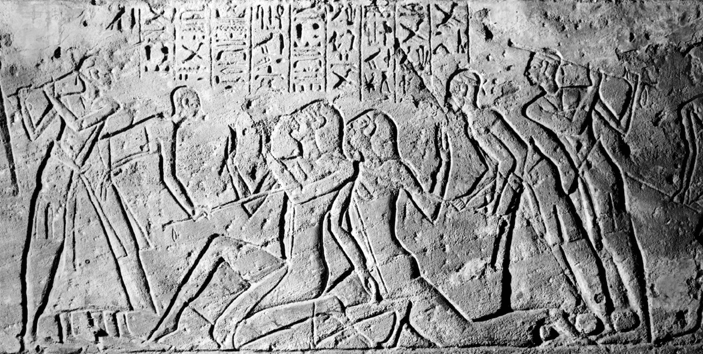
نقش منحوت من نقوش قادش يظهر الجواسيس الشاسو يتعرضون للضرب من المصريين

السجلات المحتملة لشعوب البحر بشكل عام أو بشكل خاص تعود إلى حملتين لرمسيس الثاني، أحد الملوك الأشداء من الأسرة المصرية التاسعة عشر: حملة في أو بالقرب من الدلتا في العام الثاني من حكمه، والمواجهة الكبرى مع الحيثيين وحلفائهم في معركة قادش في عامه الخامس. سنوات حكم هذا الملك الفرعون الطويلة غير معروفة بالكامل، ولكن يجب أن تكون قد ضمت تقريبًا كل النصف الأول من القرن الثالث عشر ق.م
وفي سنته الثانية صد رمسيس هجوم شردان أو شاردانا على دلتا النيل وهزمهم وأسر بعض القراصنة. وتم تسجيل الحدث على لوحة تانيس الثانية. نقش رمسيس الثاني على لوحة تانيس سجل غارة لغزاة الشردان والقضاء عليهم، ثم تحدث عن التهديد المستمر الذي يشكلونه على سواحل مصر من البحر المتوسط:
وقد ادمج رمسيس الأسرى الشردان في الجيش المصري لخدمته ضد الحيثيين، فشاركوا مع المصريين في معركة قادش. هناك لوحة أخرى يستشهد بها عادة مع تلك اللوحة، وهي لوحة أسوان (وهناك لوحات أخرى في أسوان) والتي تذكر عمليات الملك لسحق عدد من الشعوب، مثل شعوب الأخضر العظيم (الاسم المصري القديم للبحر الأبيض المتوسط). ومن المعقول أن نفترض أن لوحتي تانيس وأسوان تشيران إلى نفس الحدث، وفي هذه الحالة يؤكد كل منهما الآخر.
كانت معركة قادش ضد الحيثيين وحلفائهم في بلاد الشام في السنة الخامسة للملك. أصبح الاصطدام الوشيك بين الإمبراطوريتين المصرية والحيثية واضحًا لكليهما، وكلاهما أعد حملات للاستيلاء على قادش نقطة المنتصف الاستراتيجية في السنة التالية. قسم رمسيس قواته، التي تعرضت لكمين تدريجي من قبل الجيش الحيثي وكادت تهزم، بحيث فصلت رمسيس عن قواته، فاضطر للقتال بمفرده ليعود إليها. ثم حشد عدة هجمات مضادة حتى وصول التعزيزات. بمجرد وصولها من الجنوب والشرق، تمكن المصريون من إعادة الحثيين إلى قادش. قد يكون ذلك انتصارًا استراتيجيًا لمصر، ولكن لم يحقق أي من الطرفين أهدافهما العملياتية.
وبعد عودته طلب رمسيس من كتّابه صياغة وصف رسمي سمي «النشرة» لأنه نشره على نطاق واسع بالنقش. يوجد اليوم عشر نسخ في معابد أبيدوس والكرنك والأقصر وأبو سمبل بنقوش تصور المعركة. وقد نجت قصيدة بنتور التي تصف المعركة.
تشير القصيدة إلى أن مجموعة شردان الذي أسروا مسبقًا لم يعملوا لصالح الملك فحسب، بل صاغوا أيضًا خطة معركة له؛ أي كانت فكرتهم تقسيم القوات المصرية إلى أربعة أرتال. ولا يوجد دليل على أي تعاون مع الحيثيين أو نية خبيثة من جانبهم، وإذا أحس رمسيس بذلك، فإنه لن يترك أي سجل لهذا الاعتبار.
تسرد القصيدة الأشخاص الذين ذهبوا إلى قادش على أنهم حلفاء للحيثيين. من بينهم بعض شعوب البحر المذكورة في النقوش المصرية المذكورة سابقاً، والعديد من الشعوب التي شاركت فيما بعد في الهجرات الكبرى في القرن 12 ق.م.

### سرد مرنبتاح
| N35 · G1 | N25 · t · Z2ss | N35 · G40 | M17 | M17 | Aa15 · D36 | N35A | N36 · N21 |

كان الحدث الرئيسي في عهد الملك مرنبتاح (1213 - 1203 ق.م) وهو رابع ملوك الأسرة التاسعة عشر هي معركته ضد اتحاد أطلق عليه الأقواس التسعة في بيرير في الدلتا الغربية في السنة الخامسة والسادسة من حكمه. كانت عمليات نهب هذا الاتحاد على تلك المنطقة شديدة لدرجة أنها هُجرت وتركت مرعى للماشية، وأضحت مكب نفايات من زمن الأجداد".
أثبت الملك عمله ضدهم في رواية واحدة، ولكنها موثقة في ثلاثة مصادر. المصدر الأكثر تفصيلاً الذي يصف المعركة هو نقش الكرنك العظيم، ونسختان أقصر من نفس السرد موجودان في «لوحة أتريب» و «عمود القاهرة». وعمود القاهرة هو عمود جرانيت موجود الآن في متحف القاهرة، والذي نشره ماسبيرو بداية في 1881 بجملتين مقروءتين فقط - الأولى تؤكد تاريخ السنة الخامسة والثانية تنص على: «غزا [زعيم] ليبيا البائس —— كونهم رجالًا ونساءً، شيكلش ——». أما لوحة أتريب فهي لوحة من الجرانيت موجودة في أتريب ونقوش على الجانبين والتي مثل عمود القاهرة تم نشرها لأول مرة بواسطة ماسبيرو بعدها بعامين، في 1883. اما لوحة مرنبتاح المكتشفة في طيبة فوصفت السلام الناتج عن الانتصار، لكنه لا تحوي أي إشارة إلى شعوب البحر.
كان اتحاد الأقواس التسعة بقيادة ملك ليبيا وارتبط به من تمرد شبه متزامن في كنعان مثل غزة وعسقلان وينوام وأهل إسرائيل. ليس من الواضح بالضبط أي الشعوب كانت ثابتة مع الأقواس التسعة، ولكن كان الليبيون وبعض الجيران المشواش حاضرين في المعركة، وربما جرى تمرد منفصل في العام التالي شاركت فيه شعوب شرق البحر الأبيض المتوسط مثل خيتا أو الحيثيين والسوريين -ولأول مرة في لوحة مرنبتاح- الإسرائيليون. بالإضافة إلى ذلك فإن الأسطر الأولى من نقش الكرنك احتوت بعض شعوب البحر،  الذي يجب أن يكون وصل إلى غرب الدلتا من الشحات الليبية بالسفن:
وفي النقش تلقى مرنبتاح بعد ذلك أنباء الهجوم:
«غضب جلالته من هذا الخبر غضبة الأسد»، وجمع بلاطه وألقى كلمة مثيرة. وبعدها حلم أنه رأى بتاح يسلمه سيفًا ويقول: «خذها وأبعد قلبك الخائف عنك». وعندما خرج الرماة، ذكر النقش: «كان آمون معهم درعًا لهم». بعد ست ساعات ألقى الأقواس التسعة الناجين أسلحتهم، وتخلوا عن أمتعتهم وعائلاتهم، وركضوا لإنقاذ حياتهم. ذكر مرنبتاح أنه هزم الغزاة وقتل 6000 وأسر 9000. للتأكد من الأرقام أخذ أعضاء الذكورة من جميع الأعداء القتلى غير المختونين وأيدي المختونين، والتي يتعلم منها التاريخ أن العقويش كانوا مختونون، وهو أمر أثار شك البعض من كونهم يونانيين.

### سرد رمسيس الثالث

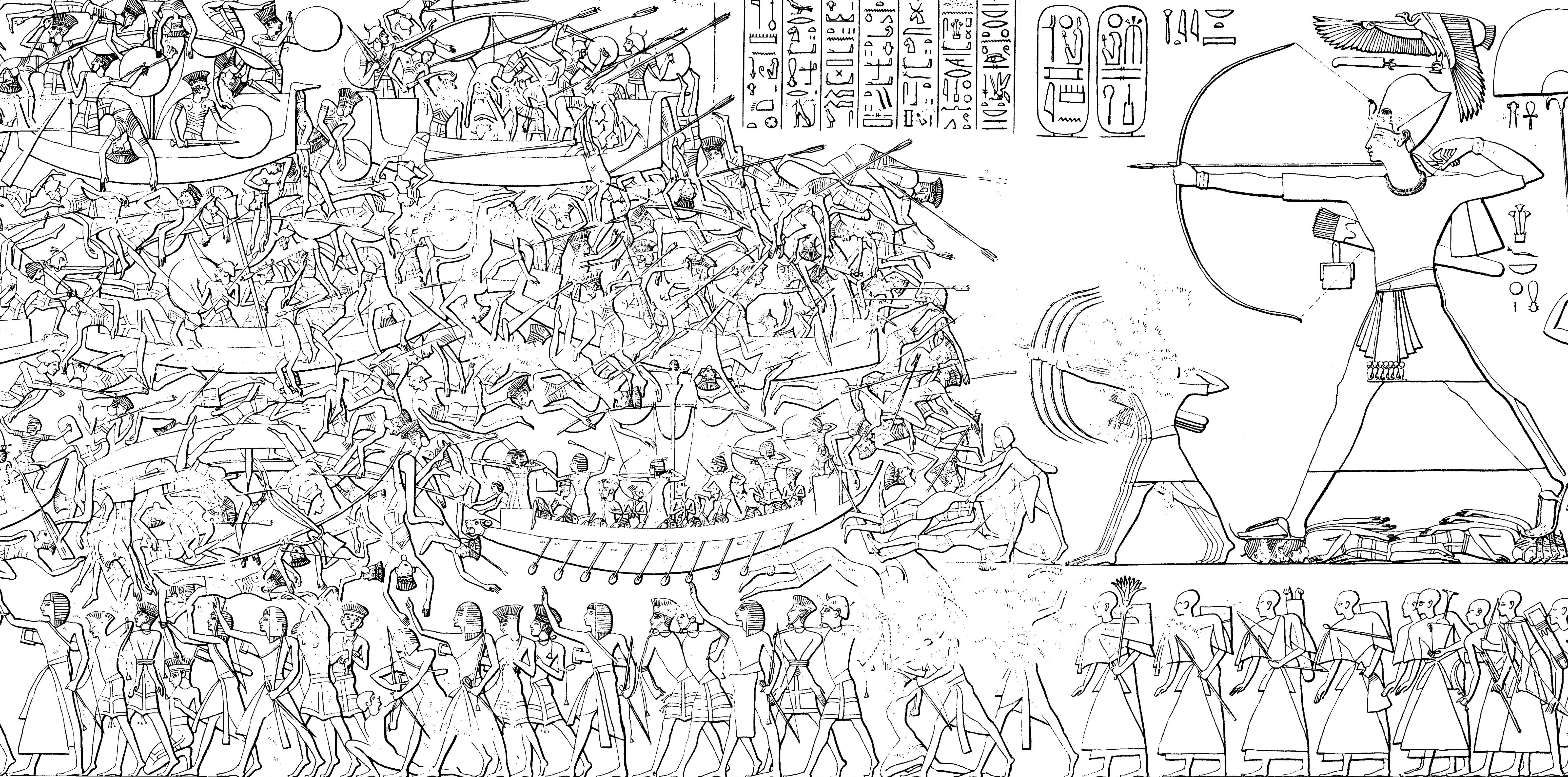
غالبًا ما يستخدم هذا المشهد على الجدار الشمالي لمدينة هابو لتوضيح الحملة المصرية ضد شعوب البحر فيما أصبح يُعرف باسم معركة الدلتا. في حين أن الرموز الهيروغليفية المصاحبة لم تسم أعداء مصر، وتصفهم ببساطة بأنهم من دول الشمال، لاحظ العلماء الأوائل أوجه التشابه بين تسريحات الشعر والأكسسوارات التي يرتديها المقاتلون والنقوش الأخرى التي سميت بها تلك الجماعات.

واجه رمسيس الثالث الذي حكم معظم النصف الأول من القرن 12 ق.م باعتباره الفرعون الثاني في الأسرة العشرين، موجة لاحقة من غزوات شعوب البحر في عامه الثامن. تم تسجيل المعارك لاحقًا في نقشين طويلين في معبده الجنائزي بمدينة هابو، وهما منفصلان عن بعض ومختلفان بعض الشيء. حملة العام الثامن هي أفضل سرد لغزو شعوب البحر تم تسجيله.
أدت حقيقة انهيار العديد من الحضارات في حوالي 1175 ق.م إلى اقتراح أن شعوب البحر ربما كانت المتسببة في انهيار الممالك الحثية والموكيانية والميتانية. كتب عالم الحثيات الأمريكي غاري بيكمان في الصفحة 23 من أكاديكا 120 (2000):
بعد ذلك الحد تم التعرف على نهاية سابقة لتدمير الإمبراطورية الحثية في نقش منحوت في مدينة هابو في مصر في السنة الثامنة لرمسيس الثالث (1175 ق.م). يروي هذا النص حركة كبيرة في وقت واحد للشعوب في شرق البحر الأبيض المتوسط، ونتيجة لذلك أزيلت الأراضي وتشتت في الصراع. ولم تكن هناك أرض تقف أمام جيوشهم فقد أزيل الحيثيون وكيزواتنا وكركميش وأرزاوا وعلاشيا من على الوجود.
تعليقات رمسيس حول حجم هجوم شعوب البحر في شرق البحر الأبيض المتوسط تؤكدها تدمير الممالك الحثية وأوغاريت وعسقلان وحاصور في نفس الوقت تقريبًا. كما لاحظ عالم الحثيات تريفور بريس:
تجدر الإشارة إلى أن الغزوات لم تكن مجرد عمليات عسكرية، بل شملت تحرك لأعداد كبيرة من السكان برا وبحرا بحثا عن أراض جديدة للاستيطان.
وهذا الوضع أكدته نقوش معبد مدينة هابو لرمسيس الثالث والتي تبين أن:
نلاحظ في النقوش أن المحاربين البيليست وتيكر أو تجيكر الذين قاتلوا في المعركة البرية [ضد رمسيس الثالث] رافقهم نساء وأطفال محملين في عربات تجرها الثيران.
تسجّل نقوش رمسيس الثالث في معبده الجنائزي في مدينة هابو في طيبة ثلاث حملات انتصارية ضد شعوب البحر وهي حملات حقيقية في السنوات 5 و 8 و 12، بالإضافة إلى ثلاث حملات بهرجة ضد النوبيين والليبيين في السنة الخامسة. والليبيون مع الآسيويين في السنة 11. وفي السنة الثامنة وهناك بعض الحيثيين عملوا مع شعوب البحر.
وصف الجدار الغربي الداخلي للفناء الثاني غزو السنة الخامسة. وذكر فيها البيليست وتيكر فقط، لكن القائمة ضاعت في فجوة. كان الهجوم ذو شقين أحدهما عن طريق البحر والآخر عن طريق البر، أي أن شعوب البحر قسموا قواتهم. وكان رمسيس ينتظر في مصبات النيل وحاصر أسطول العدو هناك، حيث هزم القوات البرية لوحدها.
لم يتعلم شعوب البحر أي دروس من هذه الهزيمة، حيث كرروا خطأهم في السنة الثامنة بنتيجة مماثلة. تم تسجيل الحملة على نطاق أوسع على اللوحة الداخلية الشمالية الغربية للوحة الأولى. من الممكن أن التواريخ هي فقط تلك الخاصة بالنقوش وكلاهما يشير إلى نفس الحملة.
في العام الثامن لرمسيس ظهرت الأقواس التسعة مرة أخرى على أنها تآمر من جزيرتهم. هذه المرة تم الكشف عنهم بلا ريب على أنهم شعوب البحر: بيليسيت وتجكير وشيكلش ودين ين ووشيش، والتي تم تصنيفها على أنها «دول أجنبية» في النقش. نزلوا في أمورو وأرسلوا أسطولهم إلى النيل.
كان الفرعون ينتظرهم مرة أخرى. لقد بنى أسطولًا خصيصًا لها الوقت، وأخفاه في مصبات النيل وأرسل مراقبي السواحل. ونصبوا كمين لأسطول العدو هناك، فسقطت سفنهم، وأسر المقاتلين إلى الساحل حيث أعدموا لغرض ما.
كما جرى هزيمة الجيش البري داخل الأراضي التي تسيطر عليها مصر. توجد معلومات إضافية في النقش على الجانب الخارجي للجدار الشرقي. وقعت هذه المعركة البرية في محيط دجي ضد «دول الشمال». وعندما انتهى الأمر، كان هناك أسرى من الزعماء: من الحيثيين وأموريون والشاسو وغيرهم من الشعوب البر، وتيكر و «شردان من البحر» و «ترش من البحر» وبيليست أو فلستيون.
وذكرت حملة السنة 12 من قبل الشاهد الجنوبي Südstele الموجود على الجانب الجنوبي من المعبد. وذكر فيها تيكر وبيليسيت ودان يان ووشيش وشكيليش.
وتعد بردية هاريس الأولى من تلك الفترة، وجدت خلف المعبد، حيث تشير إلى حملة أوسع ضد شعوب البحر ولكنها لا تذكر التاريخ. في ذلك يقول شخص رمسيس الثالث: «لقد قتلت دين ين (D'-yn-yw-n) في جزيرتهم» و«أحرقت» تيكر وبيليست، مما يعني أنه شن غارة بحرية. كما أسر بعض الشردان والوشيش «من البحر» واستوطنهم في مصر. كما أطلق عليه «حاكم الأقواس التسعة» على نقوش الجانب الشرقي، فمن المحتمل أن هذه الأحداث قد حدثت في السنة الثامنة؛ أي أن الفرعون كان استخدم الأسطول المنتصر في بعض الحملات العقابية في أماكن أخرى من البحر الأبيض المتوسط. وهناك لوحة بلاغية لرمسيس الثالث في المعبد مصلى ج في دير المدينة سجلت رواية مماثلة.

### مفردات أمينوب
يعطي كتاب مفردات أمينوب أو {أمينميبت Amenemipit (أمين-إم-أبت)} بعض المصداقية لفكرة أن ملوك الرعامسة قد أسكنوا شعوب البحر في كنعان. يعود تاريخ هذا المخطوط إلى حوالي 1100 ق.م (في نهاية الأسرة الثانية والعشرين)، حيث يسرد هذا المستند الأسماء ببساطة. وبعد ستة أسماء للأماكن أربعة منها في فلسطيا، قام الناسخ بإدراج شردان (الخط 268) وتيكر (الخط 269) وبيليسيت (الخط 270)، الذين يُفترض أنهم سيستوطنون تلك المدن. كما أن قصة ون آمون على بردية من نفس المخبأ وضعت للتيكر دور في ذلك الوقت. حقيقة أن قبيلة دان البحرية التوراتية كانت موجودة في البداية بين فلستيين وتيكر، دفعت البعض إلى اقتراح أنهم ربما كانوا في الأصل من دين ين. يبدو أن شردان قد استقروا حول مجيدو وفي وادي الأردن، ووشويش (المرتبط من قبل البعض بقبيلة عشير التوراتية) ربما استقروا في الشمال.

### مصادر مصرية تحوي اسم واحد

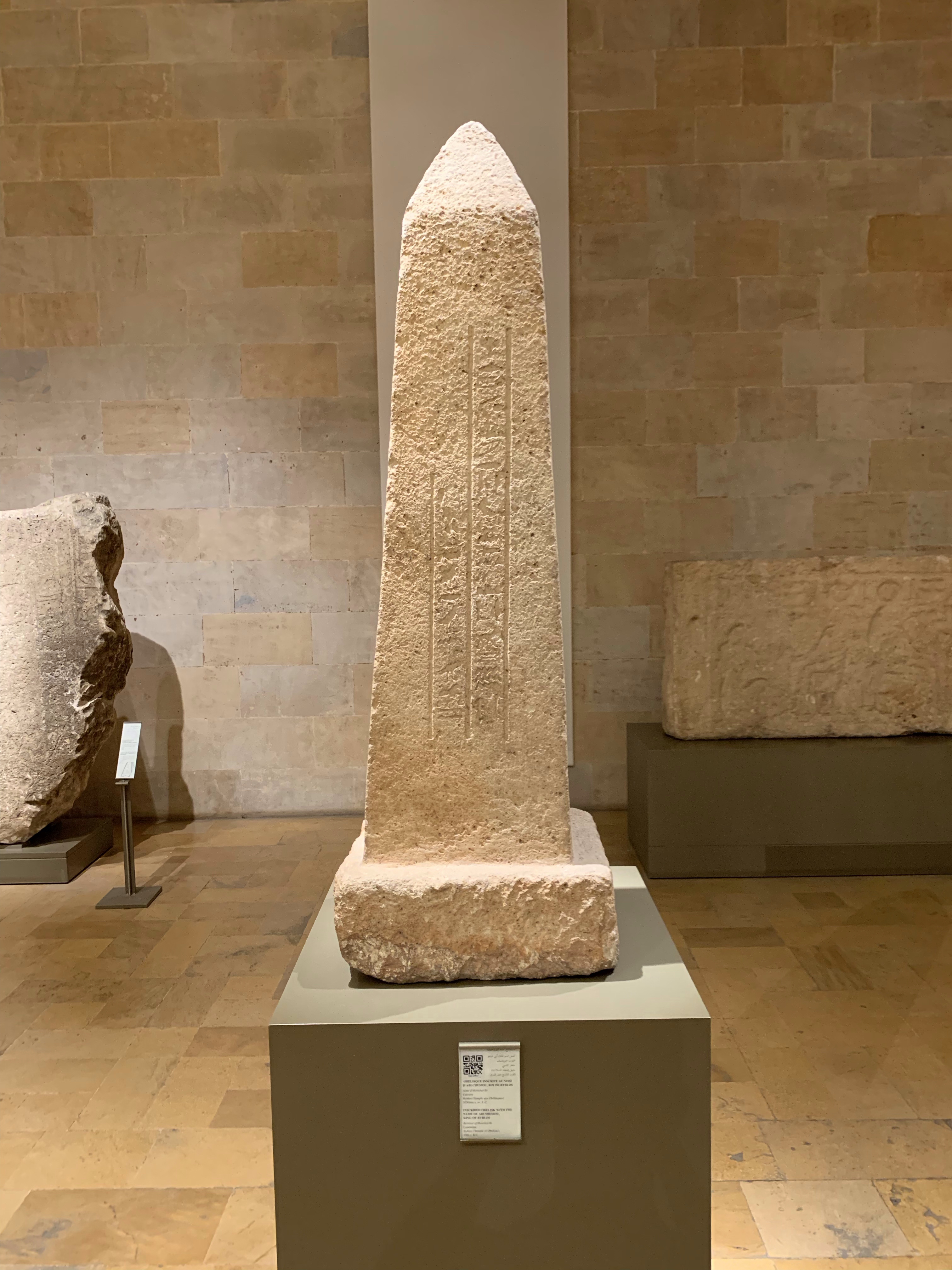
مسلة أبيشيمو تحوي على عبارة "كوكون ش:أروك" وترجمتها «كوكون بن لوكا».

### السياق التاريخي للهجرة الإقليمية

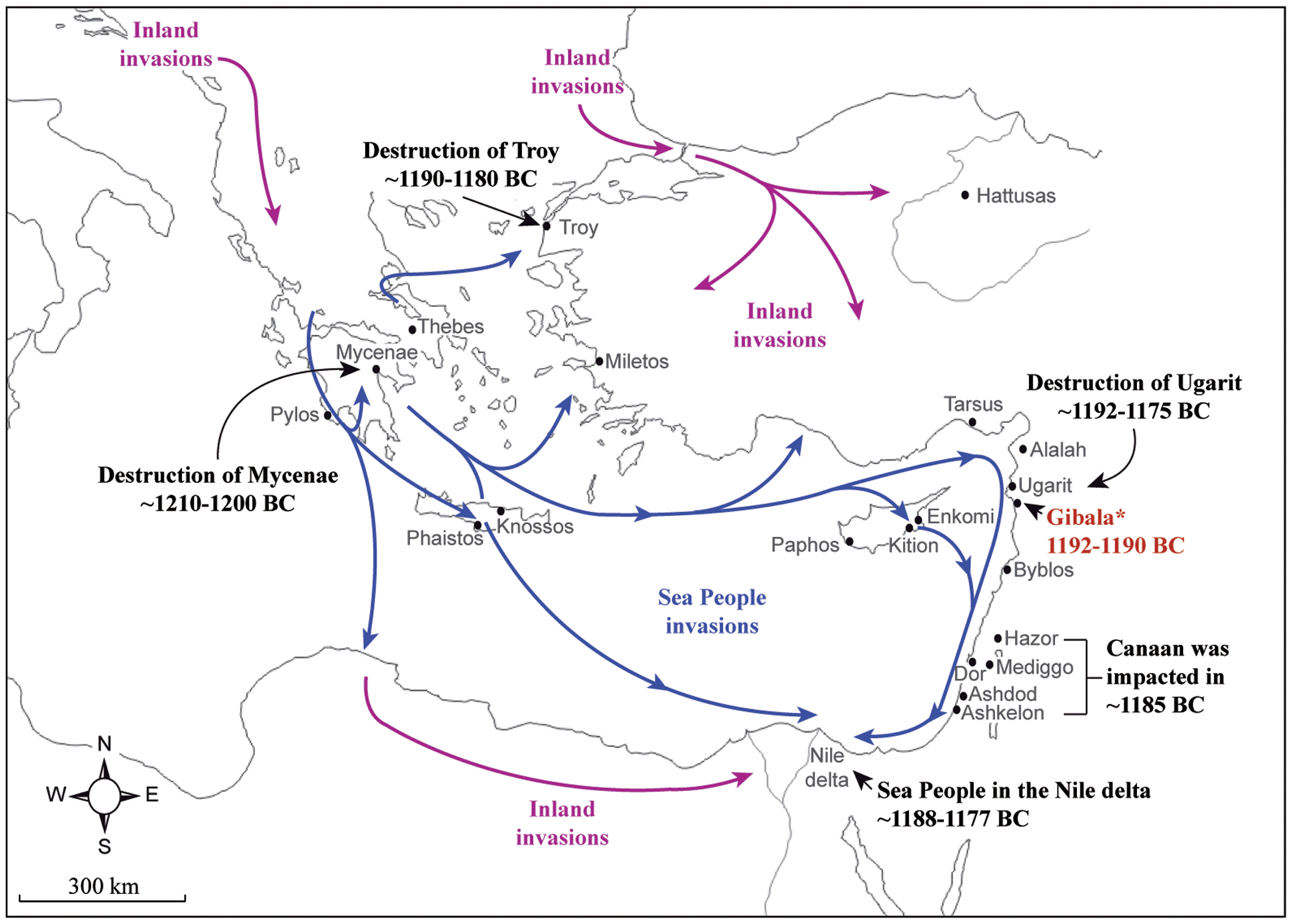
خريطة غزوات شعوب البحر في بحر إيجه وشرق البحر الأبيض المتوسط في نهاية العصر البرونزي المتأخر.

### نظرية الفلستيون

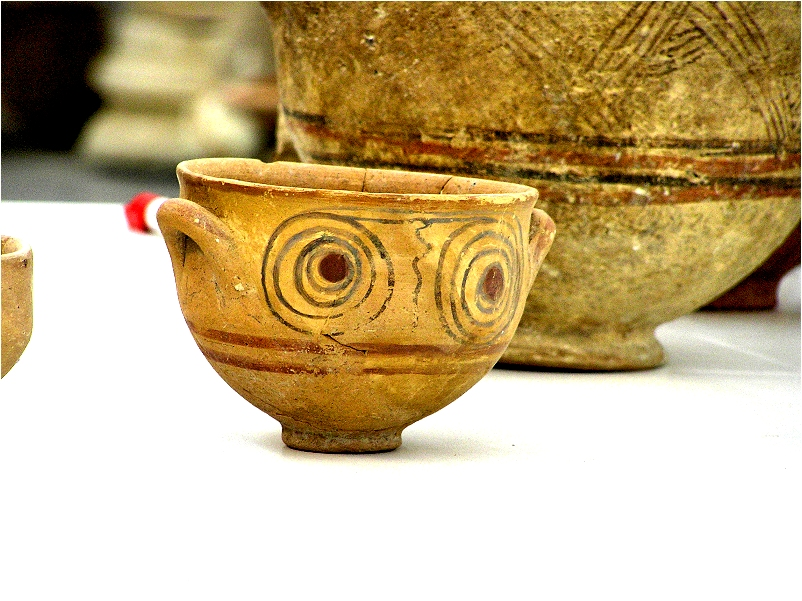
الفخار الفلستي ثنائي الكروم، من المفترض أن مصدره من شعوب البحر

### نظرية هجرة الإغريق

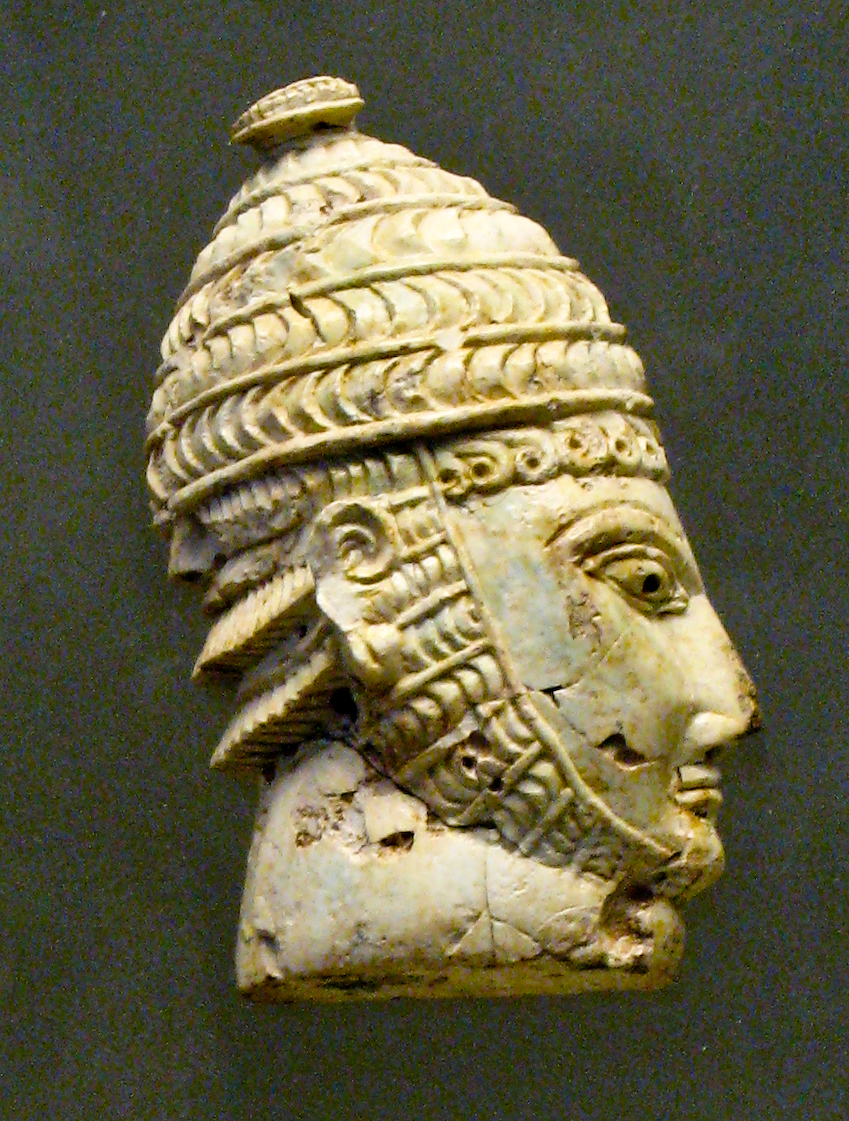
محارب يرتدي خوذة ناب الحلوف، من مقبرة غرفة الميسينية في أكروبوليس أثينا، من القرن 14 إلى 13 ق.م.

### نظرية النوراجية والشعب الإيطالي

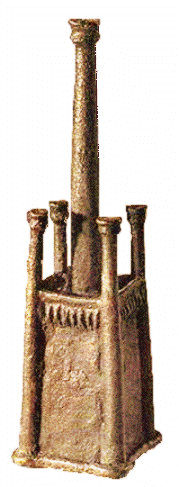
نموذج برونزي للنوراغي. القرن 10 ق.م

### نظرية الغزو

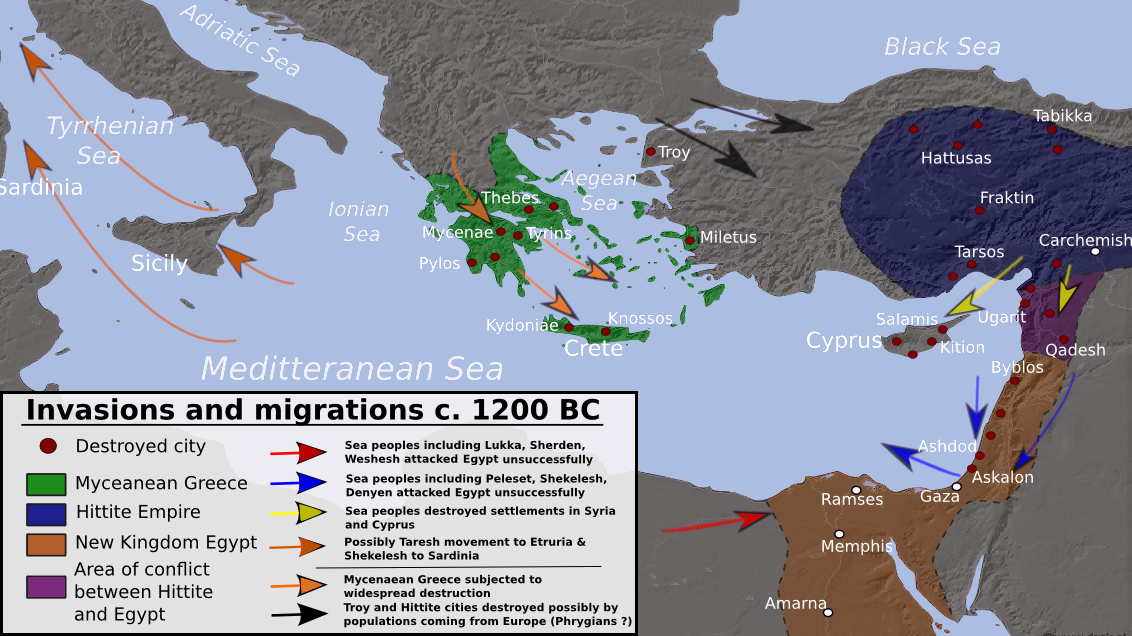
الغزوات وتحركات السكان والدمار أثناء انهيار العصر البرونزي حوالي 1200 ق.م، منقول من أطلس تاريخ العالم (2002)

## السجلات الوثائقية الأخرى